# Grand Hotel Europe
Grand Hotel Europe är ett världsberömt lyxhotell i Sankt Petersburg, Ryssland. Det öppnades den 28 januari 1875 och ersatte då ett tidigare hotell, omgjort i jugendstil av arkitekt Fredrik Lidvall.